# Воронцова, Елизавета Ксаверьевна
Светлейшая княгиня Елизаве́та Ксаве́рьевна Воронцо́ва, урождённая графиня Браницкая (8 [19] сентября 1792 — 15 [27] апреля 1880, Одесса) — статс-дама, почётная попечительница при управлении женскими учебными заведениями, фрейлина, кавалерственная дама ордена Святой Екатерины; адресат многих стихотворений Александра Сергеевича Пушкина; жена новороссийского генерал-губернатора Михаила Семёновича Воронцова; младшая сестра генерал-майора графа Владислава Браницкого.

## Биография

### Молодые годы
Младший ребёнок польского магната графа Ксаверия Петровича Браницкого и племянницы светлейшего князя Григория Александровича Потёмкина Александры Васильевны Энгельгардт, в семье было пять детей, два сына и три дочери.
Детство и молодость Елизавета провела в богатом имении родителей в Белой Церкви.
Воспитание детей для Александры Браницкой было главным делом в жизни. Все пятеро получили превосходное домашнее образование и довольно долго находились под её опекой, особенно дочери. По собственному опыту она знала, что чем дольше девицы будут находиться вдали от соблазнов столичной и придворной жизни, тем для них будет лучше.

В 1807 году Елизавета вместе с сестрой Софьей была пожалована во фрейлины. Вскоре Софья вышла замуж за офицера польских войск Артура Потоцкого, Елизавета же продолжала жить при строгой матери в имении. Густав Филиппович Олизар вспоминал, как в своё время Ксаверий Браницкий жаловался, что нет хороших женихов для младшей дочери: 
Ухаживает за ней Потоцкий, но у меня обе старшие дочери за Потоцкими, и, пожалуй, скажут, что отдал своё семейство этому дому в собственность. Однако мне желательно, чтобы и третья дочь моя пошла поскорее за поляка, ибо по смерти моей жена распорядится иначе.
Александра Васильевна не торопилась выдавать младшую дочь замуж. Елизавета до 26 лет почти безвыездно жила с родителями в Белой Церкви, хотя уже более десяти лет числилась фрейлиной. В начале 1819 года графиня Браницкая вместе с дочерью отправилась в длительное путешествие по Европе, прежде всего в Париж. Эта поездка стала решающей в её судьбе.

### Замужество
В Париже Елизавета Браницкая познакомилась с 36-летним генерал-лейтенантом графом Михаилом Семёновичем Воронцовым и стала его невестой. 

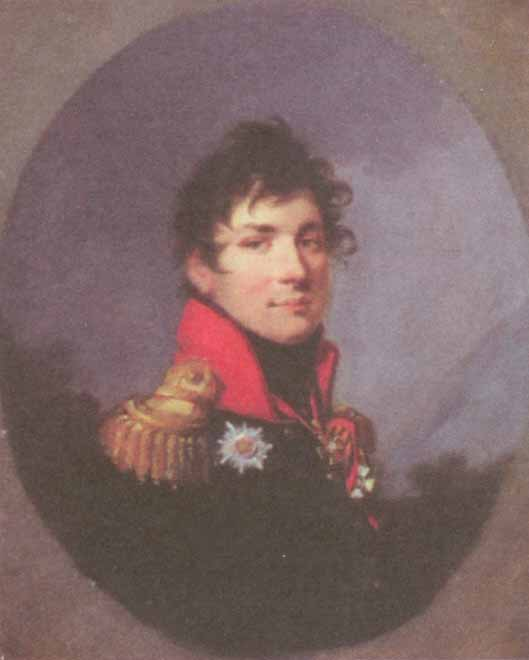
Михаил Воронцов, 1812/1813 г. Художник Александр Молинари

Филипп Филиппович Вигель историю женитьбы графа описывал так: 
Во дни доброго согласия его с Алексеевым сестра моя в шутку твердила, что пора ему жениться, и с большой похвалой говорила ему о меньшой Браницкой... В это самое время графиня Браницкая приехала в Париж, а он под предлогом окончания каких-то дел туда отправился. Там увидел он если не молоденькую, то весьма моложавую суженую свою. Она не могла ему не понравиться: нельзя сказать, что она была хороша собой, но такой приятной улыбки, кроме её, ни у кого не было, а быстрый, нежный взгляд её миленьких небольших глаз пронзал насквозь. К тому же польское кокетство пробивалось в ней сквозь большую скромность, к которой с малолетства приучила её русская мать, что делало её ещё привлекательней.
 На страницах своего дневника Михаил Воронцов записал: 
Сопроводив... корпус до границы России..., я вернулся в Париж в январе месяца 1819 года. Там я познакомился с графиней Лизой Браницкой и попросил её руки у матери. Получив согласие, в феврале я отправился в Лондон к отцу, чтобы получить его благословение на брак...
Венчание состоялось 20 апреля (2 мая) 1819 года в Париже в православной церкви, для обоих это была блестящая партия. Елизавета Ксаверьевна принесла мужу огромное приданое, состояние Воронцова почти удвоилось. Александра Браницкая дала всем дочерям значительное приданое, чтобы потом по завещанию не делить фамильные имения, а всё оставить сыну Владиславу.

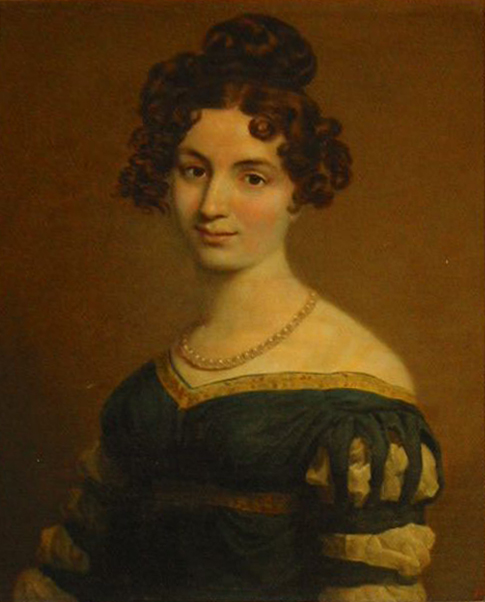
Елизавета Воронцова. Художник Джордж Доу, 1820 год

Но всё-таки не без колебаний решился граф Воронцов на брак с дочерью польского магната. В своём письме к графу Фёдору Васильевичу Ростопчину новобрачный торжественно обещал не допускать к себе в государственной деятельности ни одного поляка. О взаимоотношениях Воронцова и графини Александры Браницкой Александр Яковлевич Булгаков писал:
Воронцова любит как любовника. Она в восхищении от зятя своего, но тот её не любит.

После свадьбы молодые поселились в Париже и вели там открытый образ жизни. Посещали аристократические салоны, знакомились с европейски знаменитыми учёными, музыкантами, художниками. В сентябре Воронцовы покинули Париж и в ноябре прибыли в Белую Церковь. Пробыв там недолго, в декабре они приехали в Петербург, где в начале 1820 года Елизавета Ксаверьевна родила дочь, умершую через несколько дней. Константин Яковлевич Булгаков писал старшему брату:
31 января часов в пять, после обеда, родила Воронцова дочь Катерину, и скоро, и благополучно. Я на другой день обедал у графа Михаила Семёновича, который в восхищении; всё у них идёт хорошо... Бедный Воронцов недолго наслаждался счастьем быть отцом; дитя умерло уже. Душевно жаль Воронцова, жену его, старика отца, к которому было писано... Вчера вечером (3 февраля) в 6 часов похоронили мы в Невском младенца. Пушкин, Ваниша, Логинов, Бенкендорф и я ездили туда и опустили ангела в землю. Бедный Воронцов чрезвычайно огорчён. Жене его прежде десяти дней не скажут; для здоровья  её как нельзя лучше. Её уверили, что нельзя принести дитя, потому что в сенях холодно. Она согласилась ждать дней десять. Бедная мать!

Стремясь смягчить горечь утраты, чета Воронцовых в июне уехала в Москву, потом в Киев, а в сентябре за границу. Путешествуя, они побывали в Вене, в Венеции, затем в Милане и Вероне, из Турина приехали в Париж, затем в середине декабря в Лондон. В июне 1821 года Константин Яковлевич Булгаков сообщал брату:
Граф Михаил Семёнович пишет мне, что жена его благополучно родила дочь 29 мая в Лондоне. Она названа Александрой. Он рад, тем более что опасался по примеру первых родов.
В июле Воронцовы присутствовали на коронации Георга IV, а после уехали к графине Пембрук в старинное поместье Уилтон-хаус, а затем на воды в Лемингтон. В октябре 1821 года Воронцовы вернулись в Лондон, пробыв там 15 дней (именно в это время Томас Лоуренс закончил портрет Михаила Семёновича Воронцова), они уехали на зиму в Париж, где пробыли до середины апреля 1822 года. Летом Воронцовы вернулись в Россию и поселились в Белой Церкви, где в июле Елизавета Ксаверьевна родила сына Александра.

## Жена генерал-губернатора

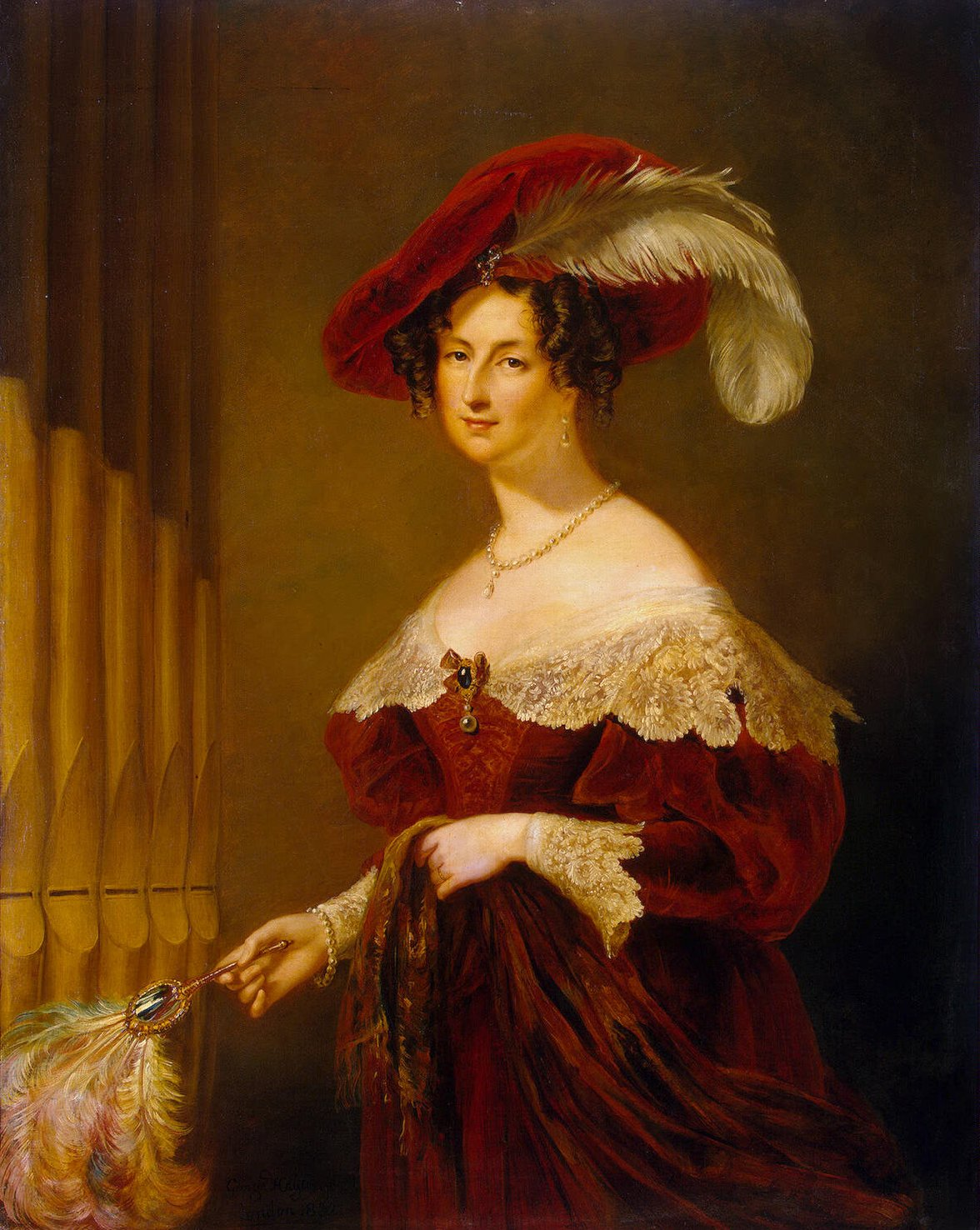
Елизавета Ксаверьевна Воронцова, урождённая Браницкая

В мае 1823 года Михаила Семёновича Воронцова назначили генерал-губернатором Новороссийского края и Бессарабской области, а 22 июня (4 июля) 1823 года Елизавета Ксаверьевна была пожалована в кавалерственные дамы меньшого креста. В Одессу к мужу она приехала 6 сентября, на последних месяцах беременности, и жила на даче, пока отстраивался городской дом.
В октябре она родила сына Семёна, а в декабре появилась в обществе.
Вокруг Воронцовых сложился блестящий двор польской и русской аристократии. Графиня Елизавета Ксаверьевна любила веселье. Она сама и её ближайшие подруги графиня Шуазель и Ольга Нарышкина участвовали в любительских спектаклях, организовывали самые утончённые балы в городе. Елизавета Ксаверьевна была прекрасной музыкантшей, в Одессе она имела свой портативный орган и считалась одной из первых в России исполнительниц на этом инструменте.
Елизавета Ксаверьевна пользовалась успехом у мужчин и всегда была окружена поклонниками, к числу которых принадлежал в пору своей южной ссылки (июнь 1823 — июль 1824) поэт Александр Сергеевич Пушкин.

### Пушкин и Воронцова
Среди биографов поэта нет единого мнения о том, какую роль сыграла Воронцова в судьбе поэта. Считается, что именно Воронцовой посвятил Пушкин такие стихи как «Сожжённое письмо», «Ненастный день потух…», «Желание славы», «Талисман», «Храни меня, мой талисман…», «Всё кончено: меж нами связи нет».
По числу исполненных с Воронцовой портретных рисунков рукою Пушкина её образ превосходит все остальные.

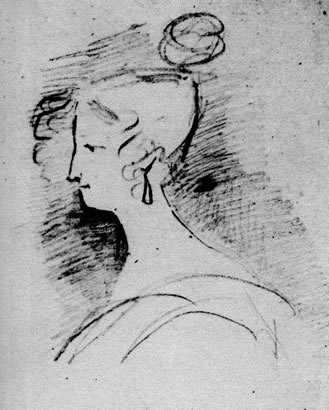
Елизавета Воронцова.
Рисунок Пушкина, 1829 год

Некоторые исследователи говорят о любовном «четырёхугольнике» Пушкин — Воронцова — Воронцов — Александр Николаевич Раевский. Последний приходился графине Воронцовой родственником. Получив назначение в Одессу, Раевский на правах своего человека поселился в доме Воронцовых. Он был страстно влюблён в Елизавету Ксаверьевну, ревновал её и однажды устроил публичный скандал.
Но чтобы отвести от себя подозрения графа, он, как свидетельствуют современники, использовал Пушкина.

Граф Пётр Иванович Капнист писал в мемуарах: 
Прикрытием Раевскому служил Пушкин. На него-то и направился с подозрением взгляд графа.
Вскоре Пушкин почувствовал неприязнь к себе Воронцова, который совсем недавно относился к нему хорошо. В марте 1824 года появилась знаменитая эпиграмма Пушкина «Полумилорд, полукупец…» Отношения между графом и поэтом всё более ухудшались, но силы были неравны. Летом 1824 года южная ссылка была заменена Пушкину на ссылку в село Михайловское.
Существует предположение, что Елизавета Ксаверьевна родила от Пушкина 3 апреля 1825 года дочь Софью. Однако не все согласны с подобной точкой зрения: в доказательство приводятся слова Веры Фёдоровны Вяземской, жившей в то время в Одессе и бывшей «единственной поверенной его (Пушкина) огорчений и свидетелем его слабости», о том, что чувство, которое питал в то время Пушкин к Воронцовой «очень целомудренно. Да и серьёзно только с его стороны».
Георгий Пантелеймонович Макогоненко, посвятивший отношениям Пушкина и Воронцовой целый раздел в книге «Творчество Александра Сергеевича Пушкина в 1830-е годы», пришёл к выводу, что роман Воронцовой и Пушкина — «созданный пушкинистами миф». Биографы Натальи Николаевны Пушкиной Ирина Михайловна Ободовская и М. А. Дементьев, считают, что жена поэта, зная о всех его увлечениях, не придавала значения, несмотря на то, что была очень ревнива, его отношениям с Воронцовой: в 1849 году, встретив Елизавету Ксаверьевну на одном из светских вечеров, она тепло беседовала с ней и собиралась представить ей старшую дочь поэта Марию. Известно, что жена Пушкина была представлена Воронцовой в 1832 году.

В конце 1833 года Елизавета Ксаверьевна в связи с изданием в Одессе с благотворительными целями литературного альманаха обратилась к Пушкину с просьбой прислать что-нибудь для публикации. Поэт отправил ей несколько сцен из трагедии и письмо от 5 марта 1834 года: 
Графиня, вот несколько сцен из трагедии, которую я имел намерение написать. Я хотел положить к вашим ногам что-либо менее несовершенное; к несчастью, я уже распорядился всеми моими рукописями, но предпочел провиниться перед публикой, чем ослушаться ваших приказаний. Осмелюсь ли, графиня, сказать вам о том мгновении счастья, которое я испытал, получив ваше письмо, при одной мысли, что вы не совсем забыли самого преданного из ваших рабов? Остаюсь с уважением, графиня, вашим нижайшим и покорнейшим слугой.
Александр Пушкин.
 Других писем Воронцовой к Пушкину не сохранилось.
Имя Елизаветы Ксаверьевны фигурирует в Донжуанском списке. При отъезде Пушкина из Одессы 1 августа 1824 года Воронцова на прощание подарила ему перстень. Биограф поэта Пётр Иванович Бартенев, знавший Воронцову лично, писал, что она сохранила до старости тёплые воспоминания о Пушкине и ежедневно читала его сочинения.

### Раевский и Воронцова

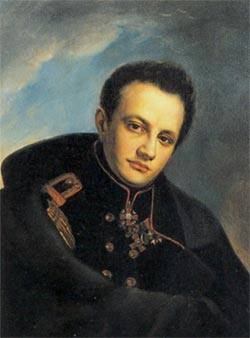
Александр Николаевич Раевский, 1821 г.

Роман Раевского с Елизаветой Ксаверьевной имел довольно длительное продолжение. После отъезда Пушкина из Одессы отношение Михаила Воронцова к Александру Раевскому некоторое время оставалось доброжелательным. Раевский часто гостил в Белой Церкви, где бывала с детьми и Воронцова. Об их связи было известно, не мог не догадываться об этом и граф Воронцов.
Раевскому удалось на время отводить от себя его подозрения с помощью Пушкина. Возможно, Александр Раевский и был отцом дочери Елизаветы Ксаверьевны. Граф Воронцов знал, что маленькая Софья не его ребёнок. В своих памятных записках, написанных им на французском языке для своей сестры, Воронцов перечисляет все даты рождения детей, только о рождении Софьи в 1825 году в записках он не упоминает.
В начале 1826 года Раевский был арестован в Белой Церкви по подозрению к прикосновенности к заговору декабристов, но вскоре был освобожден с извинениями и осенью вернулся в Одессу, чтобы быть рядом с любимой. Но Елизавета Ксаверьевна удалила его от себя. В начале 1827 года Воронцовы уехали в Англию, для поправления здоровья Михаила Семёновича.
В начале 1828 года они вернулись в Одессу, Елизавета Ксаверьена продолжала избегать Раевского. Раевский стал чудить и позволять себе поступки явно неприличные.

В июне 1828 года разразился громкий скандал. В это время Воронцовы принимали в Одессе императора Николая I с женой. Гости жили в роскошном дворце Воронцовых на Приморском бульваре. В один из дней Елизавета Ксаверьена направлялась к императрице Александре Фёдоровне со своей дачи. По пути карету Воронцовой остановил Александр Раевский, держа в руке хлыст, и стал говорить ей дерзости, а потом крикнул ей: 
Заботьтесь хорошенько о наших детях... (или)... о нашей дочери.
 Трёхлетную Софью Раевский считал своим ребёнком. Скандал получился невероятный. Граф Воронцов снова вышел из себя и под влиянием гнева решился на шаг, совершенно неслыханный; он, генерал-губернатор Новороссии — в качестве частного лица — подал одесскому полицмейстеру жалобу на Раевского, не дающего прохода его жене. Но Воронцов скоро опомнился. Сообразив, что официальная жалоба может сделать его смешным, он прибегнул к другому средству. Через три недели из Петербурга было получено высочайшее повеление о немедленной высылке Раевского в Полтаву за разговоры против правительства. Так Раевский навсегда расстался с Воронцовой.

### Воронцов и Нарышкина

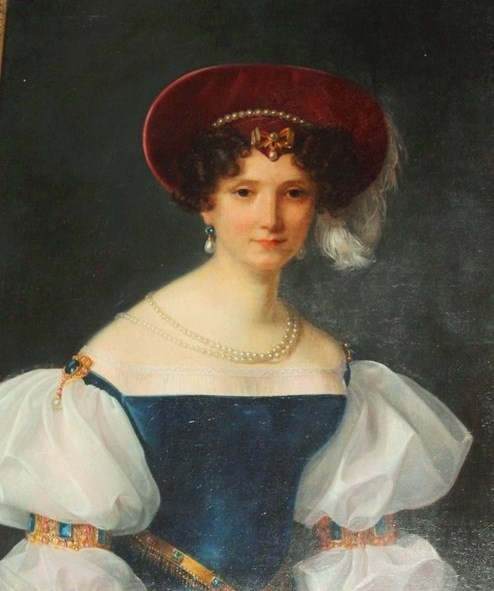
Ольга Нарышкина. Художник Анри-Франсуа, 1820-е

История с Раевским ещё долго обсуждалась в московском и петербургском свете. В декабре 1828 года А. Я. Булгаков писал брату: 
Жена моя вчера была у Щербининой, которая сказывала, что Воронцов убит известной тебе историей графини, что он всё хранит в себе ради отца и старухи Браницкой, но что счастие его семейственное потеряно. Меня это чрезмерно огорчает... Я не хочу еще верить этому... Кто более Воронцова достоин быть счастливым?...Но эта заноза для души чувствительной, какова Воронцова, ужасна!
В семейной жизни Воронцовых не всё шло гладко. Граф Михаил Семёнович Воронцов имел любовную связь с лучшей подругой жены и хозяйкой крымского имения Мисхор Ольгой Станиславовной Нарышкиной, урождённой Потоцкой (1802—1861).

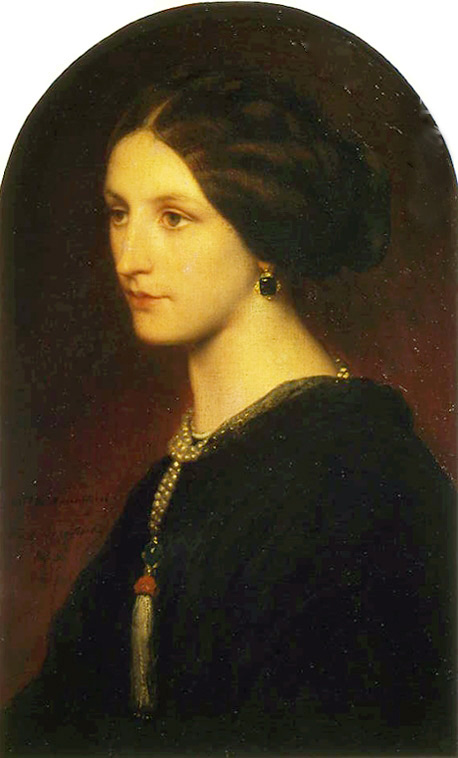
Софья Нарышкина.

В свете считали, что Воронцов устроил в 1824 году брак Ольги Потоцкой со своим кузеном Львом Александровичем Нарышкиным для прикрытия собственного романа с ней. Ещё до брака у Ольги Потоцкой был роман с Павлом Дмитриевичем Киселёвым, женатым на её старшей сестре Софье. Простить измены Софья так и не смогла, хотя всю жизнь продолжала любить мужа, но жила с ним раздельно.
Граф Воронцов не только брал на себя многие расходы по содержанию Мисхора, но оплачивал карточные долги Нарышкина. В 1829 году у Нарышкиных родился долгожданный ребёнок, девочка, которую назвали Софьей.
Злые языки утверждали, что она дочь Михаила Воронцова. Действительно, Софья Львовна Нарышкина имела куда большее сходство с Воронцовым, чем его собственные дети. Портреты Ольги Станиславовны и её дочери всегда хранились среди сугубо личных вещей Воронцова и даже стояли на рабочем столе парадного кабинета Алупкинского дворца.
В 1834 году Пушкин записал в своём дневнике о том, что услышал от приехавшего из Одессы чиновника Я. Д. Бологовского:
Болховской сказывал мне, что Воронцову вымыли голову по письму Котляревского (героя). Он очень зло отзывается об одесской жизни, о графе Воронцове, о его соблазнительной связи с О. Нарышкиной etc. etc. — Хвалит очень графиню Воронцову.

## Хозяйка Алупкинского дворца
Вступив в должность губернатора, Михаил Воронцов начинает скупать в Крыму обширные угодья, особенно на южном берегу. К 1823 году ему принадлежали поместья в Мартьяне, Ай-Даниле, Гурзуфе. В 1824 году Воронцов приобретает Алупку у полковника-грека Ревелиоти и решает сделать её своей летней резиденцией. Дворец в Алупке — настоящий замок в романтическом стиле, о его красоте и роскоши убранства, об окружавшем его великолепном парке с восторгом вспоминали все, кому доводилось здесь побывать.
Елизавета Ксаверьевна брала на себя все заботы по художественному оформлению дворца и парка. Обладавшая тонким художественным вкусом, воспитанная на лоне одного из прекраснейших парков Европы, она старалась вникать в мельчайшие детали создаваемых в Алупке пейзажей. Под впечатлением от сказок Альгамбры она посетила в 1838 году Испанию, после чего повелела воспроизвести в Алупке сады Хенералифе.
В 1837 году во время поездки по югу России в Алупке останавливались Николай I, Александра Фёдоровна и их старшая дочь княжна Мария. Во время импровизированного спектакля, который устроили в честь гостей, графиня Воронцова, играя на фортепиано, заменяла оркестр.
Жизнь Воронцовых во дворце на берегу моря, по словам Вигеля, можно было сравнить с житьем «владетельного немецкого герцога». Двери их дворца были широко открыты для местного общества, и на роскошные балы и приёмы допускались не только представители аристократии и чиновничества, но и иностранные негоцианты и банкиры. Своею неизменною приветливостью, роскошью нарядов и драгоценностей Елизавета Ксаверьевна затмевала бывших светских «цариц» Одессы, графинь Гурьеву и Ланжерон, и была для них «острым ножом в сердце».
Среди окружения четы Воронцовых было много художников. Воронцовы покровительствовали театральному декоратору А. Наннини, архитектору Георгию Ивановичу Торичелли, художнику Н. Черенцову, К. Боссоли, Ивану Константиновичу Айвазовскому, Г. Лапченко, К. Гальперну. На собственный счёт их обучали, посылали за границу, поощряли заказами и рекомендациями другим лицам.
Воронцовы использовали каждый выезд за пределы России, чтобы приобрести новые картины, книги, археологические редкости.

## Семья
Дети:
- Катерина (1820—1820)

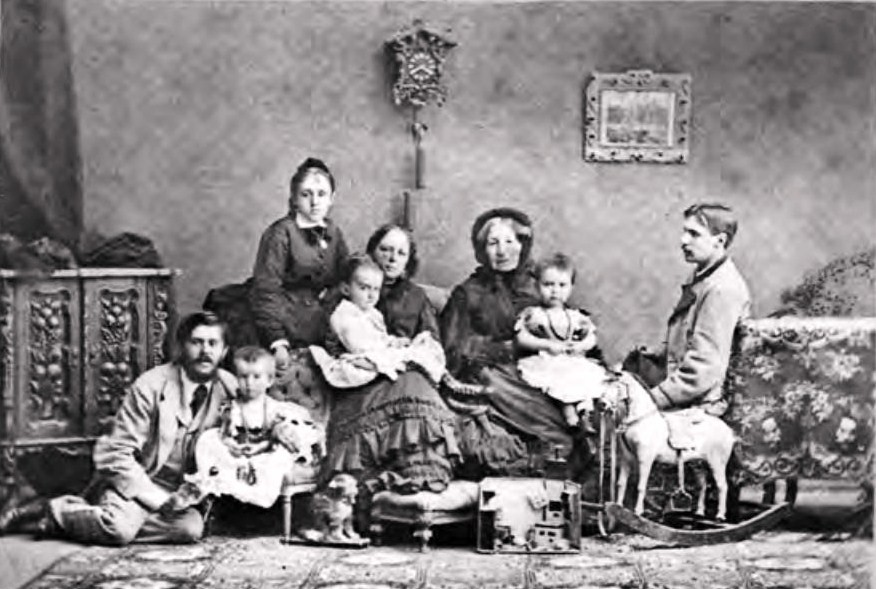
Княгиня Елизавета Ксаверьевна Воронцова, её дочь графиня Софья Михайловна Шувалова, её сыновья Павел Андреевич и Михаил Андреевич и дочь Екатерина Андреевна Балашова, а также дети княгини Елизаветы Андреевны Воронцовой-Дашковой — Ирина, Александра и Софья, 1873

- Александра (17.05.1821 — 22.09.1830)
- Александр (1822—1823)
- Семён (1823—1882) — женат с 1851 года на Марии Васильевне Столыпиной (вдове А. Г. Столыпина), урождённой княжне Трубецкой (1819—1895), дочери князя Василия Сергеевича Трубецкого (1773—1841) и Софьи Андреевны Вейс (1795—1848). Так как брак был бездетен, на нём пресёкся род Воронцовых.
- София (1825—1879) — с 1844 года супруга графа Андрея Павловича Шувалова (1816—1876).
- Михаил (1826—1827) — восприемник при крещении в 1849 году Марии Александровны Дебу (в замужестве Барч), дочери генерал-лейтенанта Александра Осиповича Дебу и Александры Михайловны Дебу (в девичестве Гаславской). Крещение проходило в Тифлисском Корпусном Николаевском Соборе.

## Место захоронения и судьба тела
Светлейший князь Воронцов был похоронен в Спасо-Преображенском кафедральном соборе Одессы «в знак признания их заслуг перед Одессой, ввиду благочестивого образа жизни и многочисленных дел милосердия». Когда Елизавета Ксаверьевна скончалась, её тело было захоронено рядом с прахом мужа.
В 1936 году советская власть приняла решение об уничтожении собора, и он был снесён. Перед взрывом останки четы Воронцовых были извлечены из саркофага рабочими в присутствии милиционеров. Гробы были разграблены, словно мародёрами — из гроба Елизаветы Ксаврьевны Воронцовой были украдены украшения и шитое золотом одеяние. В результате остались только скелеты, которые были перевезены на кладбище, расположенное в бедном районе Одессы — Красной Слободке. Там они были выброшены просто у кладбищенского забора. Только благодаря стараниям простых одесситов останки были подобающе захоронены на территории кладбища.
В 2005 году городские власти Одессы приняли решение о перезахоронении праха четы Воронцовых в нижнем храме возрожденного Спасо-Преображенского собора, в точности под тем местом, где саркофаг с прахом Воронцовых стоял в верхнем храме. Церемония перезахоронения состоялась 10 ноября 2005 года.